# Esk Pike
Esk Pike ist einer der 214 Wainwright genannten Berge (englisch Fells, vgl. Fjell) im nordenglischen Nationalpark Lake District und wird den Southern Fells zugeordnet.

## Name
Ursprünglich wurde der Esk Pike als Tongue Fell bezeichnet, benannt nach dem nordöstlich des Berges zwischen Angle Tarn und Allencrags Gill gelegenen zungenförmigen Ausläufer, der heute als Tongue Head auf den Karten der Ordnance Survey verzeichnet ist. Der heutige offizielle Name nimmt Bezug auf den River Esk, dessen Quellgebiet das Great Moss an den südwestlichen Hängen des Esk Pike liegt.

## Geologie
Schichten aus pyroklastischem Gestein, Tonstein und Schluffstein formen die oberen Regionen des Esk Pike, durchzogen von Andesit und Porphyr.

## Topographie
Die Southern Fells liegen in der Region mit den höchsten Bergen Englands, einer hufeisenförmigen Bergkette, die im Westen mit Sca Fell und Scafell Pike beginnt und sich als nördlicher Abschluss um das obere Eskdale Tal über Great End, Esk Pike und Bowfell bis Crinkle Crags fortsetzt. Esk Pike bildet den direkten Abschluss des Eskdale, ist jedoch nicht der höchste Berg der Southern Fells.
Im Nordwesten des Esk Pike liegt Esk Hause, ein breiter Sattel als Kreuzungspunkt verschiedener Pfade, die in Nord-Süd-Richtung das Eskdale mit dem Borrowdale und in Ost-West-Richtung das Great Langdale mit dem Wasdale verbinden. Von hier führt der Weg weiter nach Südwesten zum höchsten Berg Englands, dem Scafell Pike.
Nach Süden entspringt der River Esk; südöstlich liegt der Pass Ore Gap, dessen Name von der dort vorhandenen rötlichen Erde abgeleitet wird, die reich an Hämatit ist. Unterhalb des Passes liegt nördlich in einem Talkessel der etwa 15 m tiefe Angle Tarn, in dem Forellen zu finden sind. Sein Wasser findet als Langstrath Beck seinen Weg nach Norden und fließt später als Fluss Derwent über Derwent Water und Bassenthwaite Lake durch die Orte Keswick und Cockermouth und mündet bei Workington in die Irische See.